# 璽光尊
璽光尊（じこうそん、1903年（明治36年）4月22日 - 1983年（昭和58年）8月16日）は、璽宇（じう）の教祖。本名は「長岡良子（ながおか ながこ）」。

## 経歴
璽光尊こと長岡良子は、1903年（明治36年）、岡山県御津郡江与味村（現久米郡美咲町江与味）に農家の娘として誕生した。当時の名前は大澤 ナカ（おおさわ なか、大澤 奈賀とも）。
璽宇の公式見解によると、璽光尊は旧岡山藩池田家第13代当主の侯爵池田詮政と安喜子夫人との間に生まれたご落胤であるという。ただし「落胤」とは高貴な男性が配偶者ではない女性と関係して産ませた私生児のことを意味する語なので、この場合は意味が通じない。安喜子夫人は皇族の出自で、池田家へ降嫁する前は安喜子女王といった。久邇宮朝彦親王の第三王女で、香淳皇后（良子女王）の父・久邇宮邦彦王の姉にあたる。つまり璽光尊は自身と香淳皇后が従姉妹同士と信じて疑わなかったのである。
高等小学校卒業後は「見習い看護婦」になり、眼科診療所に勤めた。20歳のときに正式な看護師となるため、神戸に出て看護婦養成学校に通った。卒業後は眼科診療所に戻っている。
25歳のとき、日本郵船社員と結婚し、「長岡ナカ」となった。結婚後3年ほど経つとたびたび原因不明の高熱に冒され、仮死状態になっては神のことを口にするようになった。診察の結果、「ハイネメジン氏病（一種の急性灰白髄炎）」と診断された。
1934年（昭和9年）、「永久不変の真理を説いて衆生を救済し、非常時国家に尽くせ」という神からの啓示を受けたと言い出す。
やがて長岡ナカは夫に離縁を迫り、また夫の方も妻を教祖扱いする信者が押しかけて結婚生活どころでなくなったため、1935年（昭和10年）ごろ別居した。
離婚後は、彼女を慕う信者とともに東京市蒲田区で加持祈祷をする傍ら、大本系の心霊現象研究グループ「菊花会」のメンバーで、事業家でもある峰村恭平に出会う。
峰村が1941年（昭和16年）に「璽宇」を創設すると、長岡ナカも参加した。しかし主宰者の峰村は事業に失敗し、弱気になったことでカリスマ性を失いつつあった。逆に長岡は落ち着いた威厳ある態度を示したことで、信者の信望を集めるようになった。なお、この頃には弟子を5、6人抱えていたという。
1945年（昭和20年）5月25日の東京大空襲で璽宇本部として使用していた峰村邸が焼失したことで、峰村は別荘がある山中湖畔に疎開することになり、璽宇は事実上、長岡が主宰する宗教団体へと変貌していった。このころ長岡 良子（ながおか ながこ）と名乗るようになる。この改名も香淳皇后にあやかったものと考えられる。
同年6月25日、神からのお告げがあったとして自らを「璽光尊」と名乗る。
終戦後の1945年11月15日に教団結成式を行い、再スタートした。翌1946年（昭和21年）、昭和天皇が人間宣言を行ったことで天皇の身体から天照大神が立ち去り、自分の身体に移ったと宣言、自身が正統の皇位継承者であると主張した。そして自らを「天璽照妙光良姫皇尊（あまつしるすてるたえひかりながひめのすめらみこと）」（略称：璽光尊）、「神聖天皇」と名乗り、璽光尊の住まいを「璽宇皇居」と称した。
1946年5月、教団独自の元号を制定し、「昭和」を「霊寿」（れいじゅ）と改めたほか、国旗や憲法を制定し、私造紙幣まで発行した。教団内に「兵部卿」、「文部卿」などといった役職を作り、仮想的な内閣を組織した。さらに同年同月、マッカーサーに直訴をしている。
東京において「京浜地方に大地震が起こる」と繰り返し予言。危険だとして東京を離れ、「璽宇皇居」と呼ぶ教団本部を石川県金沢市に移す。当地でも終末思想を広め信者を増やしていった。璽宇を警戒するGHQの命令で日本の警察はスパイを潜入させた。
警察はポツダム命令違反や詐欺の容疑などで摘発を決定し1947年（昭和22年）1月21日に「璽宇皇居」を急襲、璽光尊と幹部らは食糧管理法違反で逮捕された。教祖を守るために警察に立ちはだかった熱心な信者時津風親方（元横綱・双葉山）も「公務執行妨害」容疑で逮捕された。
同年11月、璽光尊は精神鑑定の結果「誇大妄想性痴呆症」と診断され、釈放された。食糧管理法違反容疑も「信者が自発的に拠出したもので違法性はない」と判断され、不起訴となった。
この事件を境に教勢は一気に衰え、璽光尊一行は東京・静岡・青森・箱根を転々としたあと、最終的には神奈川県横浜市に居を構えて少数の信者と共に晩年を過ごし、天皇に成りきったまま、80歳で死去した。

## 容姿

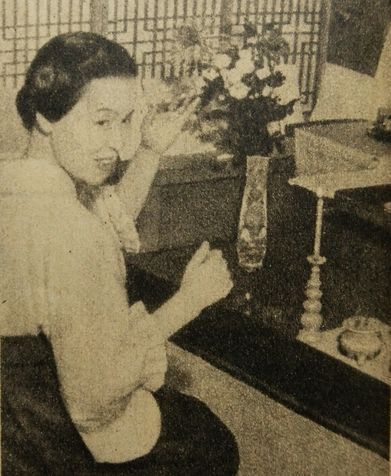
璽光尊

璽光尊は、普段「璽宇皇居」にこもり、めったに姿を現さなかったので実像は謎に包まれている。璽宇に出入りしたことのある徳川夢声によると、九条武子似の美人だったという。また、璽光尊を取り調べた石川県警察部の公安課長は、警視庁警察官時代に取り調べた阿部定に似ていたと評している。

## 交流のあった人物
- 双葉山定次（力士）

力士を引退した翌年の1946年に入信。1947年1月の事件の釈放後、「夢から醒めた気持ちだ」といい教団を離れた。
- 呉清源（棋士）

「昭和の棋聖」と呼ばれた囲碁の名手。双葉山と並ぶ教団の広告塔的存在であった。妻も教団の中心的役割を担っていた。
その他、 川端康成（小説家）、亀井勝一郎（文芸評論家）、金子光晴（詩人）、下中弥三郎（平凡社の創業者）などの文化人とも交流があったといわれる。